# Adriaan Blaauw
Adriaan Blaauw (12. dubna 1914 Amsterdam – 1. prosince 2010 Groningen) byl nizozemský astronom.

## Životopis
Blaauw studoval na univerzitách v Leidenu a Groningenu. Poté působil, mimo jiné, na observatořích Yerkes, Leiden a na groningenské univerzitě. Při výzkumu se zajímal o hvězdokupy, strukturu Mléčné dráhy, stupnice vzdáleností a jiné.
Byl úspěšným vědeckým manažerem, spoluzakladatelem časopisu Astronomy and Astrophysics. V období 1970 až 1974 generální ředitel Evropské jižní observatoře a v letech 1976 až 1979 prezident Mezinárodní astronomické unie. Publikoval práce o historii astronomických organizací jako ESO a IAU.

## Ocenění
- 1978 Cena Julese Janssena
- 1989 Medaile Catheriny Bruceové
- byla po něm pojmenována planetka (2145) Blaauw